# إطلاق سراح ويلي 2
إطلاق سراح ويلي 2 (بالإنجليزية: Free Willy 2: The Adventure Home)‏ هو فيلم يتحدت عن قصة فتى يحاول اطلاق سراح صديقه الدلفين، تم عرضه مدبلجا في قناة كارتون نتورك.

## الجوائز
- جائزة اختيار الأطفال نكلوديون لأفضل حيوان نجم

## روابط خارجية
- إطلاق سراح ويلي 2 على موقع IMDb (الإنجليزية)
- إطلاق سراح ويلي 2 على موقع روتن توميتوز (الإنجليزية)
- إطلاق سراح ويلي 2 على موقع نتفليكس (الإنجليزية)
- إطلاق سراح ويلي 2 على موقع قاعدة بيانات الأفلام العربية
- إطلاق سراح ويلي 2 على موقع ألو سيني (الفرنسية)
- إطلاق سراح ويلي 2 على موقع Turner Classic Movies (الإنجليزية)
- إطلاق سراح ويلي 2 على موقع أول موفي (الإنجليزية)
- إطلاق سراح ويلي 2 على موقع بوكس أوفيس موجو (الإنجليزية)
- إطلاق سراح ويلي 2 على موقع فيلمافينيتي (الإسبانية)
- إطلاق سراح ويلي 2 على موقع قاعدة بيانات الأفلام السويدية (السويدية)